# Saison 2016-2017 du Tours Football Club
 (juillet 2016).
Si vous disposez d'ouvrages ou d'articles de référence ou si vous connaissez des sites web de qualité traitant du thème abordé ici, merci de compléter l'article en donnant les références utiles à sa vérifiabilité et en les liant à la section « Notes et références ».
Chronologie
Saison précédente Saison suivante
La saison 2016-2017 du Tours FC, club de football français, voit le club évoluer en championnat de France de football de Ligue 2.

## Matchs amicaux
| Date                  | Adversaire      | Lieu | Résultat | Buteurs tourangeaux                                                                             | Buteurs adverses | Affluence | Diffuseur |
| --------------------- | --------------- | ---- | -------- | ----------------------------------------------------------------------------------------------- | ---------------- | --------- | --------- |
| Samedi 2 juillet 2016 | Monistrol (DHR) | -    | 7-1      | But inscrit · But inscrit · But inscrit · But inscrit · But inscrit · But inscrit · But inscrit | But inscrit      | -         | -         |

## Compétitions

### Ligue 2
Calendrier des matchs de Ligue 2 du Tours FC

## Classement
| Rang | Équipe             | Pts | J  | G  | N  | P  | Bp | Bc | Diff | Promotion ou relégation |
| ---- | ------------------ | --- | -- | -- | -- | -- | -- | -- | ---- | ----------------------- |
| 14   | Valenciennes FC    | 45  | 38 | 10 | 15 | 13 | 44 | 44 | 0    |                         |
| 15   | Bourg-en-Bresse 01 | 44  | 38 | 11 | 11 | 16 | 49 | 58 | −9   |                         |
| 16   | Tours FC           | 43  | 38 | 10 | 13 | 15 | 55 | 60 | −5   |                         |
| 17   | AJ Auxerre         | 43  | 38 | 11 | 10 | 17 | 28 | 40 | −12  |                         |
| 18   | US Orléans P (Q)   | 38  | 38 | 11 | 9  | 18 | 41 | 54 | −13  | Barrage de relégation   |